# Erbstrom

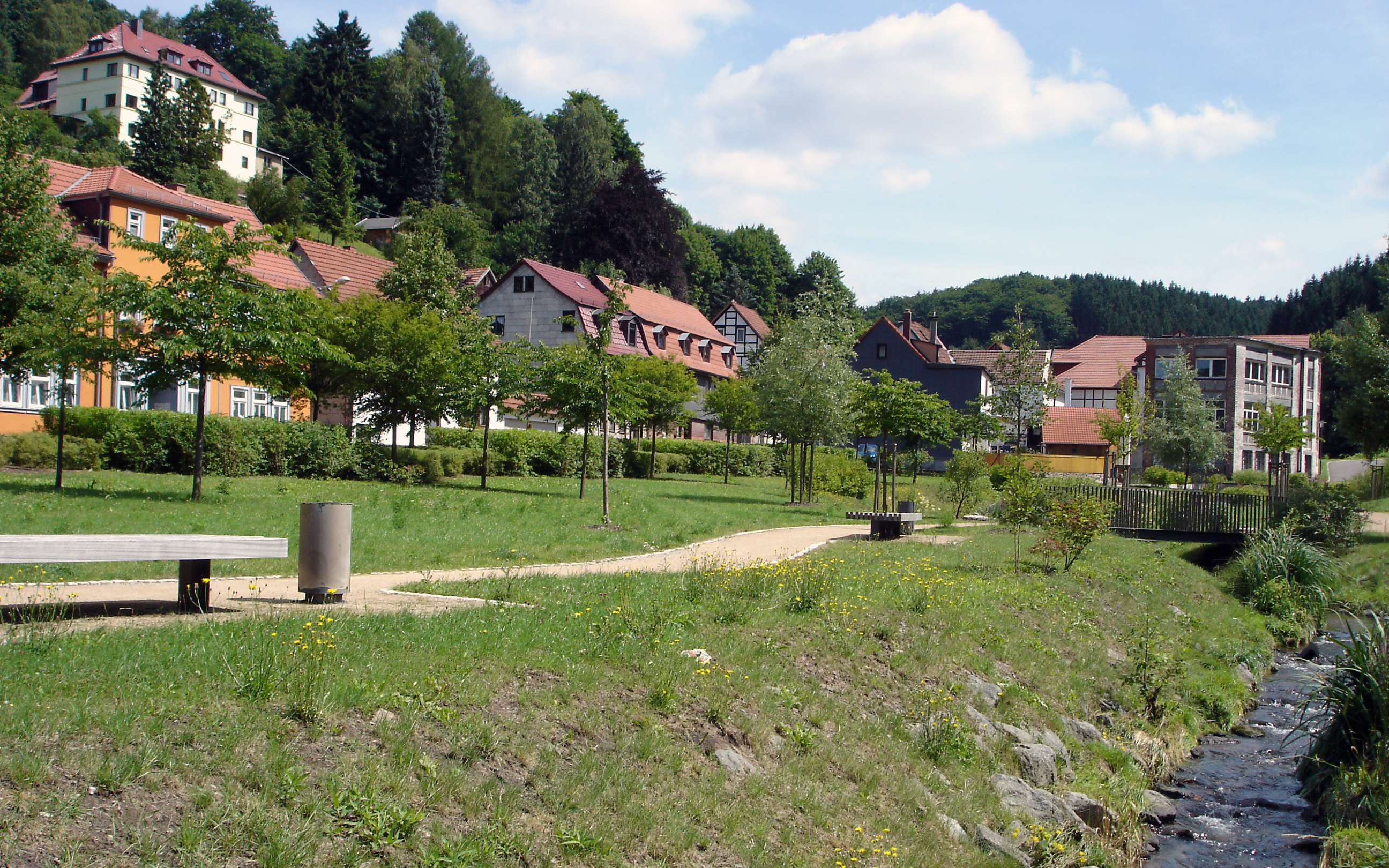
Erbstrom im Karolinenpark in Ruhla

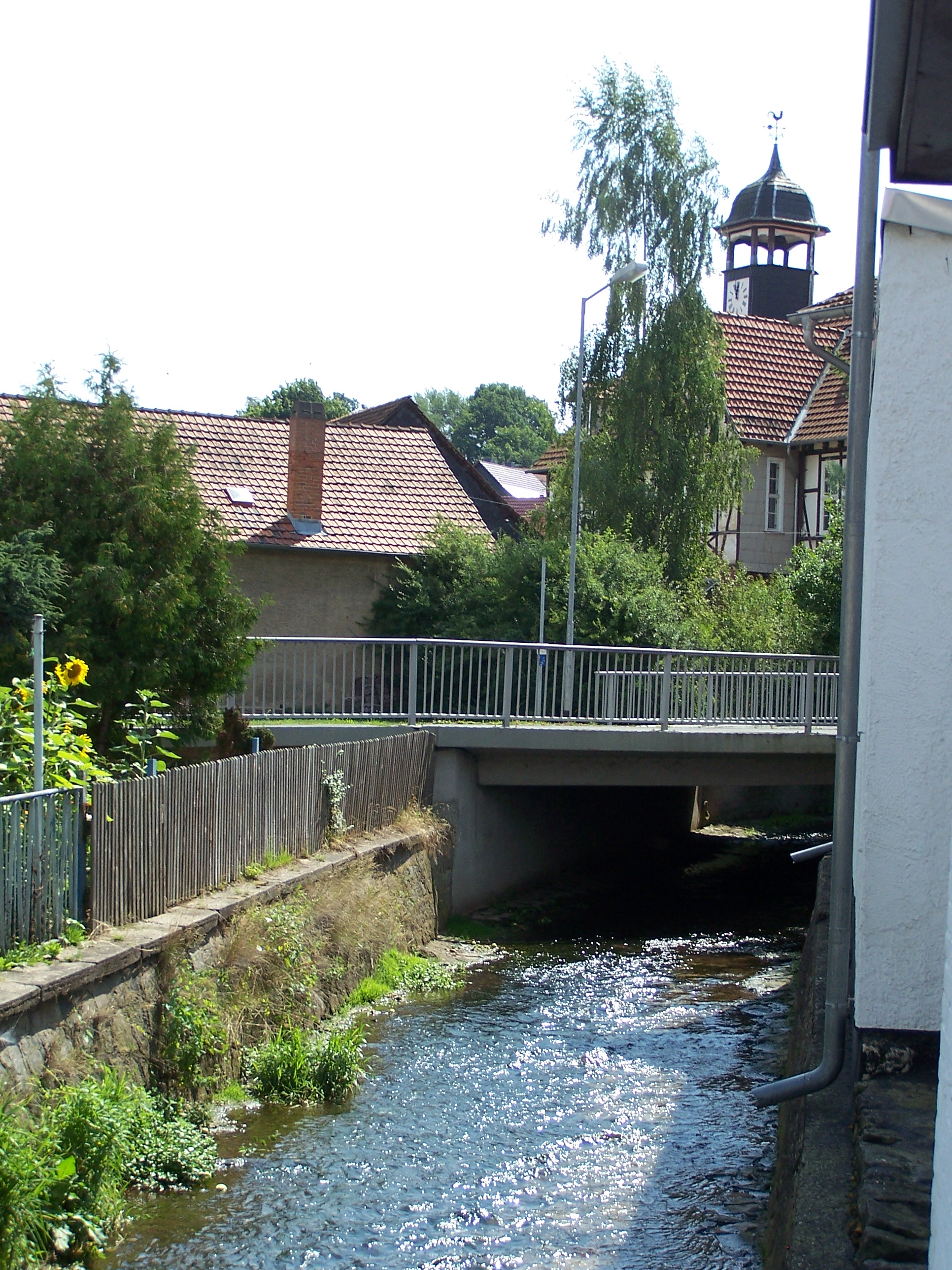
Erbstrom in Farnroda

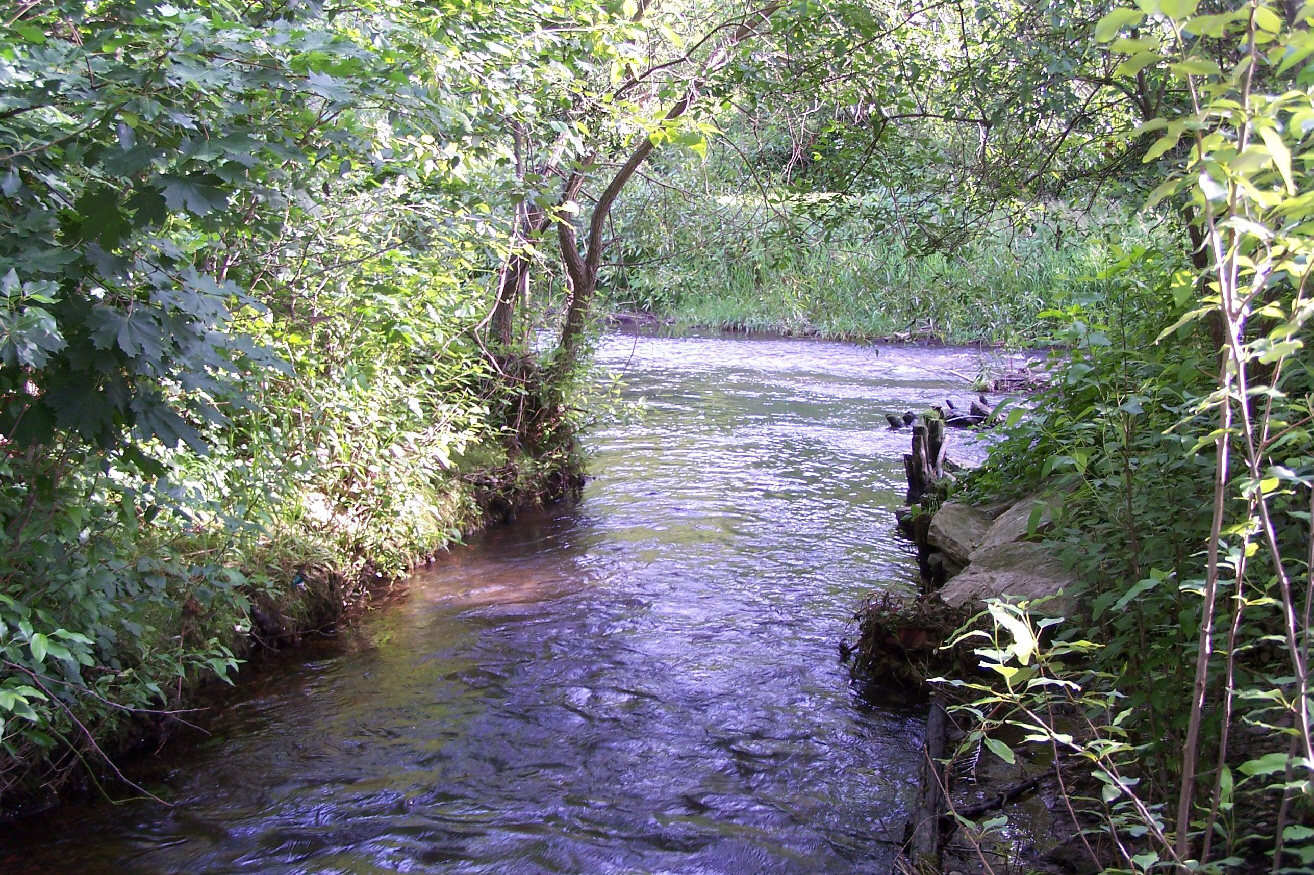
Mündung des Erbstroms in die Hörsel

Der Erbstrom ist ein etwa 13,5 km langer, südlicher und orografisch linksseitiger Zufluss der Hörsel im Wartburgkreis in Westthüringen und Namensgeber des Kerbtals Erbstromtal.

## Name
Der ursprüngliche Name des Flusses ist im Oberlauf als Ruhlaha überliefert und als Ortsname von Ruhla erhalten geblieben. Im Unterlauf, ab Farnroda, hieß der Erbstrom auch Wutha-Bach. Dies war der abgeleitete Name vom frühmittelalterlichen Gewässernamen Wuthaha, dem wiederum die Kleinsiedlung Wutha ihren Namen verdankt.

## Verlauf
Der Erbstrom entspringt im Thüringer Wald etwa 3,5 km südöstlich der Kernstadt von Ruhla. Seine Quelle liegt an der Nordflanke des Gerbersteins (728,5 m ü. NN) auf der Frankenlandwiese, einem Gebiet an der Landesstraße 1027 zwischen Winterstein und Steinbach in unmittelbarer Nähe des Rennsteiges. Dort steht ein 1994 restaurierter Markierungsstein mit Inschrift Erbstromquelle, die sich auf etwa 645 m ü. NN befindet. Weitere Bäche und Rinnsale wie Kalter Rümpler sowie der Bach Rolla münden in dichter Folge unterhalb der Bachquelle.
Anfangs fließt der überwiegend nordwärts verlaufende Erbstrom nach Ruhla, dessen südlichen Stadtrand er am Ruhlaer Stadion erreicht. In den folgenden fünf Kilometern seiner Fließstrecke bis zum nördlichen Stadtrand wurde der Fluss über Jahrhunderte durch Handwerk und Gewerbe intensiv genutzt und dabei auch nachhaltig verschmutzt. Im Stadtgebiet ist der Verlauf zudem durch Überbauung und Kanalisationsmaßnahmen nur abschnittsweise nachverfolgbar.
Zwischen Ruhla und dessen Ortsteil Thal hat der Erbstrom einen annähernd wilden und natürlichen Charakter. In der Ortslage von Heiligenstein und Thal münden der aus Richtung Seebach kommende Krebsbach und andere Bäche ein.
Anschließend fließt der Erbstrom entlang der Bundesstraße 88 durch Farnroda, um schließlich nach dem Aufnehmen seines letzten Zuflusses, des Mosbachs, in Wutha nach dem Unterqueren der Bundesstraße 7 und Thüringer Bahn auf 233,5 m ü. NN in den Werra-Zufluss Hörsel zu münden.

## Wirtschaftshistorie

### Bedeutung für den Bergbau
Die Bedeutung der im 17. Jahrhundert in den Bergbaugebieten um Schmalkalden und Suhl ebenfalls geläufigen Gewässernamen Erbwasser, Erbbach und Erbstrom ist dem Bergbau entlehnt. Hiermit wurden in den Akten natürliche Wasserläufe vermerkt, deren Nutzungsrechte für bestimmte Zeit oder dauerhaft auf die Betreiber von Pochwerken, Hammerwerken, Schleifkotten und anderen Mühlenbauwerken übertragen wurden, wozu man mit Wehren versehene Wasser- und Gewerksgräben an die Mühlräder heranführte.
Im Unterlauf speiste der Erbstrom den Farnrodaer Schloßteich und weitere Am Schunkenhof gelegene Fischteiche.
In Wutha befand sich im 19. Jahrhundert eine Papiermühle, jetzt befindet sich dort das Firmengelände Petkus Wutha.

### Eingriffe in den Flusslauf
Als Grundlage für die Anfang der 1970er Jahre begonnene Errichtung des UMK-Ruhla Sozialgebäudes am damaligen Busbahnhof in Ruhla musste der Flusslauf auf einer Länge von etwa 500 Metern umverlegt werden. Das bis heute genutzte Flussbett verläuft unterirdisch in einer Rinne aus etwa 1000 Betonelementen, die vom Baustoffkombinat Sömmerda angeliefert wurden. Die Verlegung erfolgte im Frühjahr und Sommer 1970. Bis zur Endabnahme im Sommer 1971 wurden noch Kanalanschlüsse und Leitungsnetze in diesem Areal neu verlegt. Über dem Kanal wurde eine tragfähige Deckschicht aus Kies und verdichtetem Erdreich von etwa einem Meter Stärke aufgefüllt. Bei der Baumaßnahme wurde auch ein in diesem Abschnitt vorhandener künstlicher „Wasserfall“ beseitigt, der für die Ruhlaer über Jahrzehnte ein beliebter Treffpunkt war.
Auch der Flussverlauf innerhalb von Thal, Farnroda und Wutha wurde durch Dämme und Betonmauern gesichert. Zunächst wurde ebenfalls 1970 die Straße Thal-Seebach umverlegt und im Fuchsgrund ein Regenrückhaltebecken angelegt, das den angrenzenden Gewerbegebieten auch als Brauch- und Löschwasserbecken dient. Die nach Thal führende Ortsverbindungsstraße wurde in der Ortslage Farnroda umverlegt, hierzu wurden zwei neue Brücken errichtet. Das Wiesengelände südlich der Hauptgebäude der Firma Petkus Wutha bis zum Triftweg war zunächst wegen häufig auftretenden Hochwasserereignisse unbebaut geblieben. Die Kanalisierung des Erbstroms und des Einlaufs am Triftweg erfolgte ebenfalls in den 1970er Jahren. Die steinerne Gewölbebrücke über den Erbstrom in der Eisenacher Straße war schon in den 1940er Jahren dem modernen Verkehrsaufkommen nicht mehr gewachsen, auch der Nachfolgebau wurde bereits in den 2000er Jahren ersetzt.